# Atomaria rubella
Atomaria rubella är en skalbaggsart som beskrevs av Oswald Heer 1841. Atomaria rubella ingår i släktet Atomaria, och familjen fuktbaggar. Arten är reproducerande i Sverige.